# Veli Yüksel
Veli Yüksel, né le 30 mars 1971 à Emirdag (Turquie) est un homme politique turco-belge flamand, membre de CD&V.

## Fonctions politiques
- député au Parlement flamand :
  - depuis le 7 juin 2009 au 25 mai 2014
- député fédéral :
  - depuis le 25 mai 2014